# نمایشگاه بین‌المللی اصفهان
نمایشگاه بین المللی اصفهان یک نمایشگاه تجاری در شهر اصفهان است. مدیر اجرایی آن، شرکت نمایشگاه های بین‌المللی استان اصفهان است.
کلنگ این طرح در سال ۱۳۹۴ توسط محمدجواد ظریف زده شدو عملیات اجرایی فاز اول آن با مدیریت افرادی چون سعید کورنگ بهشتی، مصطفی حسینی، مهدی میرقادری و مهدی آقایی انجامو توسط شهرداری اصفهان در سال ۱۳۹۹ به عنوان بزرگترین سایت نمایشگاهی کشور به بهره‌برداری رسید.
تأمین مالی فاز ۱ با اتاق بازرگانی، سرمایه گذاران خرد(۱۶ میلیارد تومان) و شهرداری اصفهان(۳۲ میلیارد تومان) بوده‌است. کف از بتن سخت و رنگی با تونل‌های فونداسیون به ارتفاع دو متر ساخته شده‌است. ساختمان‌های دیگر عبارتند از مرکز داده، منطقه گمرک، هتل، بانک، دفاتر و تأمین آب. سه اکسپو با حداکثر ۵۵۰ غرفه به‌طور همزمان برگزار می‌شود. دو آسانسور با ظرفیت ۴۲ نفر و همچنین چندین پله برقی وجود دارد. این سازه به گونه ای ساخته شده‌است که شبیه یک عقاب باشد و با کوه پس زمینه ترکیب شود.
فضای سبز از برق و آب بازیافتی استفاده می‌کند و بخشی از آن انرژی خورشیدی دارد. در این نمایشگاه هر هفته یک رویداد جدید برگزار می‌شود.